# Cyraneczka madagaskarska
Cyraneczka madagaskarska (Anas bernieri) – gatunek średniej wielkości ptaka z rodziny kaczkowatych (Anatidae). Endemiczny dla zachodniego Madagaskaru. Zagrożony wyginięciem. Nie wyróżnia się podgatunków.

## Morfologia
Wygląd
Upierzenie brązowe, środki piór ciemniejsze, co powoduje wygląd plamek. Lusterko czarne z szerokim białym pasem u nasady i cieńszym biegnącym przez końce piór. Pokrywy podskrzydłowe szare z białymi stosinami. Dziób czerwonawy, nogi szarobrązowe. Oczy kasztanowobrązowe. Osobniki w szacie juwenalnej bardziej szare i wyraźniej plamkowane.
Wymiary
- długość ciała około 40 cm[8],
- samce: skrzydło 205–216 mm, dziób 34–40 mm, całkowita długość czaszki 79–84,5 mm, masa ciała 320–405 g (średnio 380 g)[7],
- samice: skrzydło 199–203 mm, dziób 35,6–38,8 mm, całkowita długość czaszki 78,9–81,5 mm, masa ciała 365–385 g[7].

## Zasięg występowania
Zasięg występowania cyraneczki madagaskarskiej obejmuje zachodnie wybrzeża Madagaskaru. Zasiedla jedynie okresowo zalewane zadrzewienia z drzewami z gatunku Avicennia marina (akantowate). Poza sezonem lęgowym gatunek widywany na terenach podmokłych oraz zbiornikach wodnych z bogatą roślinnością.

## Lęgi
Przed marcem 1997 roku, kiedy to po raz pierwszy odnaleziono gniazdo, dane na temat lęgów były znikome. Obecnie wiadomo, że sezon lęgowy ma miejsce w porze deszczowej od grudnia do marca, choć pojedynczy lęg odnaleziony w kwietniu sugeruje, że kaczka ta może wyprowadzać dwa lęgi w sezonie. Gniazduje w pojedynczych parach lub luźnych grupach. Oba ptaki z pary biorą udział w obronie terytorium. W trakcie badań w latach 1997–2000 wszystkie gniazda ulokowane były w dziuplach w drzewie Avicennia marina, 1–3 m nad poziomem wody. W niewoli ptaki te gniazdują jedynie w sztucznych dziuplach lub budkach. Jaja składane są w liczbie około 6–7, wprost na dno dziupli. Mają barwę od płowej do żółtawej. Jaja zniesione w niewoli w New Jersey Zoo miały wymiary średnio 46,0×34,6 mm. Młode są w pełni opierzone po 45–49 dniach od wyklucia. W niewoli cyraneczka madagaskarska może się rozmnażać po roku.

## Status i zagrożenia
Przez IUCN gatunek klasyfikowany jako zagrożony wyginięciem (EN, Endangered) nieprzerwanie od 1994 roku. W 2002 roku populację szacowano na 1500–2500 osobników, czyli około 1000–1700 osobników dorosłych. Zagrożenie stanowi utrata środowiska życia, niepokojenie przez ludzi oraz polowania. Zasiedla 25 obszarów uznanych za Important Bird Area, w tym parki narodowe Baie de Baly i Kirindy Mitea.